# Kommission zur Kontrolle und Verwaltung von Staatsvermögen

SASAC Logo

Die Kommission (des Staatsrats) zur Kontrolle und Verwaltung von Staatsvermögen (chinesisch 国务院国有资产监督管理委员会, Pinyin Guówùyuàn guóyǒuzīchǎn jiāndū guǎnlǐ wěiyuánhuì; englisch State-owned Assets Supervision and Administration Commission (of the State Council), kurz SASAC) ist eine dem Staatsrat der Volksrepublik China direkt unterstellte Sonderkommission. Als staatliche Aufsichtsbehörde liegt ihre Hauptaufgabe in der Modernisierung und Umstrukturierung großer Staatsunternehmen. Die SASAC entscheidet auch über das Top-Management und die Investitionen dieser Unternehmen. Sie muss über Zusammenschlüsse oder Verkäufe entscheiden und entwirft Gesetzesvorlagen, die mit staatlichen Unternehmen zu tun haben.
Vorsitzender der SASAC ist seit dem 17. Mai 2019 Hao Peng (郝鹏, * 1960).

## Beaufsichtigte Unternehmen
SASAC beaufsichtigt derzeit (Mai 2021) 98 Zentral Verwaltete Unternehmen in Staatsbesitz.
Dazu gehören:
- Aluminum Corporation of China
- China FAW Group
- China Huaneng Group
- China National Machinery Industry Corporation
- China Southern Power Grid Co., Ltd.
- Dongfang Electric Corporation
- State Grid Corporation of China
- Wuhan Iron and Steel (Group) Corporation